# Aled Davies
Pas d'image ? Cliquez ici

a Compétitions nationales et continentales officielles uniquement.

b Matchs officiels uniquement.
Dernière mise à jour le 6 juillet 2023.
Aled Davies, né le 19 juillet 1992 à Carmarthen, est un joueur international gallois de rugby à XV. Il évolue au poste de demi de mêlée et joue pour les Saracens en Premiership depuis 2020.

## Carrière

### En club
Aled Davies intègre le centre de formation des Llanelli Scarlets et dispute notamment la finale du Reebok Regional Championship avec l'équipe des moins de 18 ans des Llanelli Scarlets lors de la saison 2008-2009. Il fait ses débuts avec l'équipe fanion le 15 octobre 2011 lors de la victoire 31 à 3 contre les Leicester Tigers en Coupe anglo-galloise.
À partir de la saison 2018-2019, à l'âge de 26 ans, il quitte les Scarlets et s'engage avec les Ospreys jusqu'en 2020.
En mai 2020, il quitte les Ospreys pour rejoindre les Saracens où il signe un contrat de trois ans, soit jusqu'en 2023,.
En 2021-2022, pour le retour des Saracens dans l'élite du rugby anglais, il joue 20 matchs, dont 17 en tant que titulaire et marque un essai. Son club est éliminé en demi-finale du Challenge européen par le RC Toulon. Cependant, en championnat il retrouve la finale de la compétition, trois ans après sa dernière, après avoir éliminé les Harlequins champions en titre. Pour cette nouvelle finale face à Leicester, Aled Davies est titulaire et joue 66 minutes avant d'être remplacé par Ivan van Zyl. Finalement, les siens sont battus en toute fin de match à cause d'un drop de Freddie Burns.
La saison suivante, en 2022-2023 Il entre en jeu lors de la finale du Championnat d'Angleterre remportée 35-25 face aux Sale Sharks.

### En équipe nationale
En 2009, Davies dispute le Tournoi des Six Nations des moins de 18 ans avec le pays de Galles. Il fait ses débuts lors de la victoire à domicile 27 à 15 contre la France et marque un essai à cette occasion.
En mai 2013, il intègre le groupe sélectionné pour la tournée d'été de l'équipe du pays de Galles au Japon mais ne dispute aucune rencontre. 
En janvier 2016, il est à nouveau appelé dans le groupe gallois pour préparer le Tournoi des Six Nations 2016.

## Palmarès

### En club
- Scarlets
  - Vainqueur du Pro12 en 2017.
  - Finaliste du Pro14 en 2018.

- Saracens
  - Vainqueur du Championnat d'Angleterre de 2e division en 2021.
  - Finaliste du Championnat d'Angleterre en 2022.
  - Vainqueur du Championnat d'Angleterre en et 2023.

### En sélection nationale
- Pays de Galles
  - Vainqueur du Tournoi des Six Nations en 2019 (Grand Chelem).